# Häradsvapen

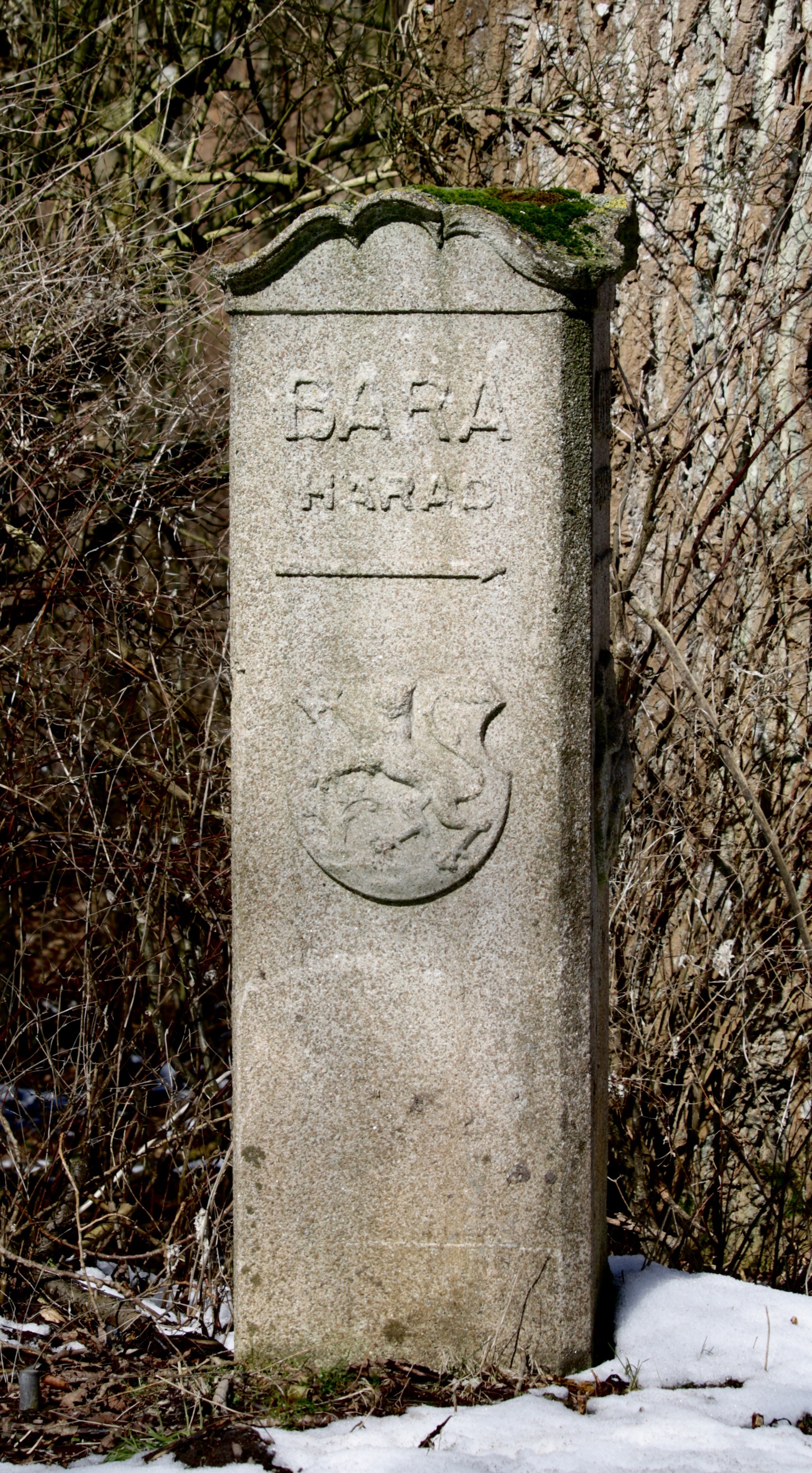
Häradssten med Bara härads vapen.

Häradsvapen är heraldiska vapen för härader.
I Sverige har de flesta häradsvapen skapats med utgångspunkt i häradssigillen. Sådana sigill förekommer för vissa härader redan på 1400-talet. 1456 gav kung Karl Knutsson allmogen i Tierps härad rätt att föra tre humleax i sitt sigill. Vanligt förekommande blev de dock först under 1500-talet då det utgick kungliga påbud om att häraderna skulle skaffa sigill. De ursprungliga sigillbilderna har ofta behållits när sigillstamparna bytts ut. 